# NGC 354

NGC 354

إن جي سي 354 (بالإنجليزية: NGC 354)‏ التي يرمز لها بالرمز NGC 354، هي مجرة، في كوكبة الحوت.

## الاكتشاف
اكتشفت في 24 أكتوبر 1881، بواسطة إدوارد ستيفان.